# Octabajo

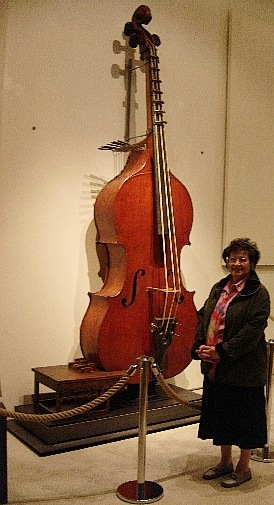
Octabajo del s. XIX. Museo de la Música, una de las instituciones de la Ciudad de la Música de París.

El octabajo u octobajo es un instrumento musical inventado a finales de 1849 por el francés Jean Baptiste Vuillaume. Pertenece a la familia de los instrumentos de cuerda frotada. 
El octabajo es uno de los instrumentos que produce los sonidos musicales más graves de todo el espectro audible por el ser humano, junto con el piano de ocho octavas Bösendorfer imperial, por ende estos dos instrumentos tienen el registro más grave de todos los instrumentos existentes en el mundo. Sus tres cuerdas producen sonidos dos octavas más grave que el contrabajo. Este instrumento mide aproximadamente 3,75 m. Es de los más altos.
Al ser muy grande la distancia entre la parte alta del diapasón y la zona por donde se pasa el arco, se vuelve difícil tapar las cuerdas con los dedos, además de que en la posición para lograrlo es también difícil usar la fuerza necesaria para taparlas produciendo un sonido claro. Es por esto que cuenta con un sistema mecánico que permite al ejecutante tapar las cuerdas mediante una serie de palancas o lengüetas localizadas en la parte derecha del aro del instrumento.

## Historia
El octobajo fue inventado en el siglo XIX. El primero en haber construido un octobajo fue el contrabajista Dubois, en 1834. El luthier Jean-Baptiste Vuillaume mejoró el mecanismo y construyó tres ejemplares. En la actualidad, uno de ellos se encuentra en la Cité de la Musique de París, y otro en Viena. El tercero fue destruido durante el incendio de un teatro londinense.
El contrabajista Nicola Moneta encargó un octobajo al luthier Pierre Bohr en 1995. Este instrumento, cuyas cuerdas son menos gruesas, puede alcanzar notas una octava y una tercera más graves que un contrabajo, como lo explica en su página web. Otro octobajo ha sido construido por el luthier Antonio Datti.
El luthier Jean-Jacques Pagès construyó un octobajo inspirado en el instrumento conservado en el museo de la música de París. Desde el otoño de 2016, la Orquesta Sinfónica de Montreal integra este octobajo. El director Kent Nagano convence a Roger Dubois para encargar otros dos octobajos al luthier Pagès. Este acepta, tardando dos años y medio en concebir unos instrumentos más modernos y veloces. En la actualidad los octobajos tienen un pequeño teclado, cuyas teclas accionan unas válvulas situadas encima de las cuerdas. De esta manera, el intérprete puede elegir la nota que quiere tocar más rápido en comparación al primer sistema, hecho de palancas y pedales.
Las cuerdas de estos instrumentos han sido fabricadas en el taller Cuerdas Frechina, situado en París. La cuerda la más grave está hecha de tripa entorchada en hilo de plata y las dos restantes en tripa natural. Michel Frechina, Matthieu Ranck y Jean-François Sandoz han concebido y fabricado una hiladora expresamente para la fabricación de estas cuerdas. Las cuerdas del primer octobajo perteneciente a la Orquesta Sinfónica de Montreal han sido fabricadas también en el mismo taller.

## Afinación
Como todos los instrumentos de cuerda frotada, salvo el contrabajo, afina por quintas ascendentes. 
La afinación del octabajo es: la prima en Re 1, la cuerda intermedia en Sol 0, y la más grave en Do 0. Esta última cuerda da el Do más grave que se emplea, aproximadamente el inicio del espectro audible humano.

## Demostración
En la Universidad de Módena se grabó una demostración del octabajo con fines educativos. En ella se explica su posición y su empleo en la familia de los instrumentos de cuerda frotada.